# ЭП20
ЭП20 «Олимп» — российский скоростной шестиосный пассажирский электровоз двойного питания, спроектированный Трансмашхолдингом совместно с французской компанией Alstom в рамках совместного предприятия «Технологии рельсового транспорта». ЭП20 относится к семейству электровозов Alstom Prima II и задуман как головной проект масштабной программы разработки широкого ряда российских электровозов нового поколения с асинхронным тяговым приводом. Электровозы серийно выпускались с 2012 по 2021 год на Новочеркасском электровозостроительном заводе. Всего было выпущено 80 электровозов. Все они поступили в собственность ОАО «РЖД» и работают с пассажирскими поездами.

## История создания и выпуска

### Проектирование
В 2000-х годах на железных дорогах России возникла потребность в двухсистемных пассажирских электровозах с целью увеличения маршрутных скоростей пассажирских поездов и сокращения времени их простоя на станциях стыкования родов тока. Использование двухсистемных электровозов позволяло не только сократить время простоя, но и снизить эксплуатационные затраты благодаря отсутствию необходимости смены локомотивов. В конце 1990-х годов Новочеркасский электровозостроительный завод совместно с компанией Adtranz создал двухсистемный шестиосный пассажирский электровоз серии ЭП10 с асинхронным приводом, призванный обеспечить потребности РЖД в двухсистемных электровозах и заменить на маршрутах двухсекционные восьмиосные электровозы ЧС7 и ЧС8 и шестиосные ЧС4Т с менее мощными коллекторными двигателями. Изначально планировалось наладить их массовый выпуск, но в связи с низкой надёжностью ряда комплектующих и устареванием ряда применяемых технологий ОАО «Российские железные дороги» отказались от дальнейших закупок данных локомотивов, поэтому в период 2005—2006 годов была выпущена лишь ограниченная партия в 11 машин, (всего — 12 с учётом первого электровоза), поскольку для части из них уже были изготовлены комплектующие и отказ от их закупки грозил уплатой неустойки производителю.
Из-за низкой надёжности электровозов ЭП10 руководство ОАО «РЖД» признало необходимым создание в России нового двухсистемного электровоза, получившего проектное обозначение серии ЭП20. По завершении предпроектных исследований было утверждено техническое задание на ЭП20, который, как и ЭП10, должен был оснащаться асинхронным тяговым приводом и системой рекуперативного торможения для снижения эксплуатационных затрат и иметь схожие технические характеристики, но в то же время соответствовать повышенным требованиям по безопасности и надёжности в соответствии с нормами, принятыми для электровозов, выпускаемых в странах Европы, и обеспечивать комфортные условия работы локомотивной бригады. Также предполагалось, что электровоз будет водить транзитные поезда, следующие в дневное время по скоростной линии Москва — Санкт-Петербург, поэтому среди предъявленных требований к будущему электровозу была возможность создания его варианта для эксплуатации со скоростями до 200 км/ч.
РЖД поручили российскому Трансмашхолдингу создать проект нового электровоза к 2008 году. Для создания нового локомотива Трансмашхолдинг заключил партнёрское соглашение с французской компанией Alstom Transport, производящей высокоскоростные электровозы и электропоезда, которая должна была разработать и поставить наиболее сложные в изготовлении узлы электровоза с учётом климата России, поскольку у российских предприятий отсутствовало оборудование и опыт для производства отдельных узлов и части сложного электрооборудования (в особенности тяговых инверторов и системы управления) и для их создания требовалось значительное время, а закупать зарубежные электровозы было слишком дорого. Проект был реализован совместно с участием Всероссийского научно-исследовательского и проектно-конструкторского института электровозостроения (ВЭлНИИ) через созданную Трансмашхолдингом и Альстомом совместную компанию ООО «Технологии рельсового транспорта» («ТРТранс»), задачей которого стала разработка принципиально нового для России подвижного состава.
За основу конструкции были взяты технические решения электровозов Alstom Prima 2 поколения. Для нового электровоза были сконструированы принципиально новые детали, которые вскоре начали изготавливаться и тестироваться: кузов, кабина машиниста с крэш-системой, тележки, тяговые электродвигатели, система управления и контроля, тормозное и механическое оборудование. Компания Alstom доработала тяговый инвертор в соответствии с требованиями российских стандартов и условиями эксплуатации. Окончательный проект электровоза был готов в 2010 году, и в мае РЖД подписало контракт на поставку 200 электровозов серии на сумму около 1 миллиарда евро. Производство электровозов было организовано на главном электровозостроительном предприятии России — Новочеркасском заводе.

### Производство
Сборка первого электровоза ЭП20-001 была начата во второй половине 2010 года и завершена в апреле 2011 года. Поскольку электровозы серии планировалось использовать для вождения скорых поездов по маршруту Москва—Адлер без смены локомотива на всём протяжении маршрута для перевозки пассажиров во время Зимних Олимпийских игр 2014 года в Сочи, в честь предстоящей олимпиады серия получила именное название «Олимп». Первый электровоз был окрашен в честь предстоящей Олимпиады в оригинальную оранжево-сине-голубую окраску со стилизованным изображением гор и пламени и имел редукторы стандартного исполнения для вождения поездов с максимальной скоростью 160 км/ч. После наладки на заводе он был отправлен на испытания.
В начале 2012 года был выпущен второй электровоз в скоростном исполнении на 200 км/ч для возможности проведения параллельных испытаний двух машин разного скоростного исполнения. В сентябре того же года была окончательно завершена сертификация машин, что позволило начать их серийное производство. В конце года была выпущена опытно-промышленная партия из 6 машин скоростного исполнения. С 2013 года серия стала выпускаться более массово, однако в 2014 году объём выпуска снова резко снизился по причине валютного кризиса в России и удорожания импортных комплектующих, что сделало электровозы слишком дорогими. Начиная с номера 002, все электровозы получали трёхцветную фирменную окраску РЖД с красным, светло-серым и тёмно-серым цветами (красный — сверху с преобладанием в зоне кабины, светло-серый — в середине с преобладанием по бокам, тёмно-серый — внизу), при этом передняя часть электровоза вверху окрашивалась в оранжевый цвет. В 2018 году в такую же цветовую схему был перекрашен и первый электровоз.
Электровозы ЭП20 выпускались в двух модификациях, отличающихся друг от друга передаточным отношением тягового редуктора — обычной с конструкционной скоростью 160 км/ч и скоростной с конструкционной скоростью 200 км/ч. Электровозы с номерами 002—018, 046—048 и 077 были выпущены в скоростной модификации, а все прочие — в обычной. Начиная с номера 053 (первый электровоз 2016 года постройки), машины получили кабины российского производства, отличающиеся изменённой конструкцией буферных фонарей и окон кабины машиниста. Начиная с номера 067 (первый электровоз 2019 года постройки), боковые панели некоторых электровозов стали выполняться с горизонтальными гофрами.

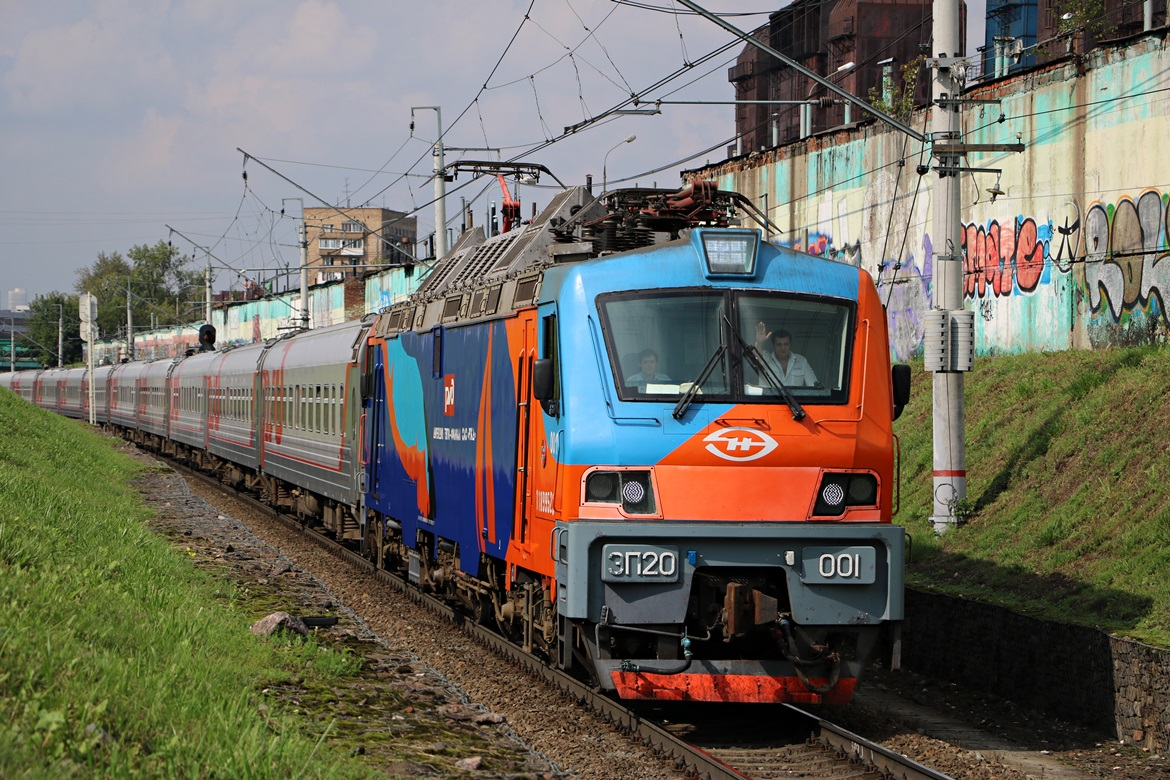
Электровоз ЭП20-001 в олимпийской окраске (ныне перекрашен в обычную)

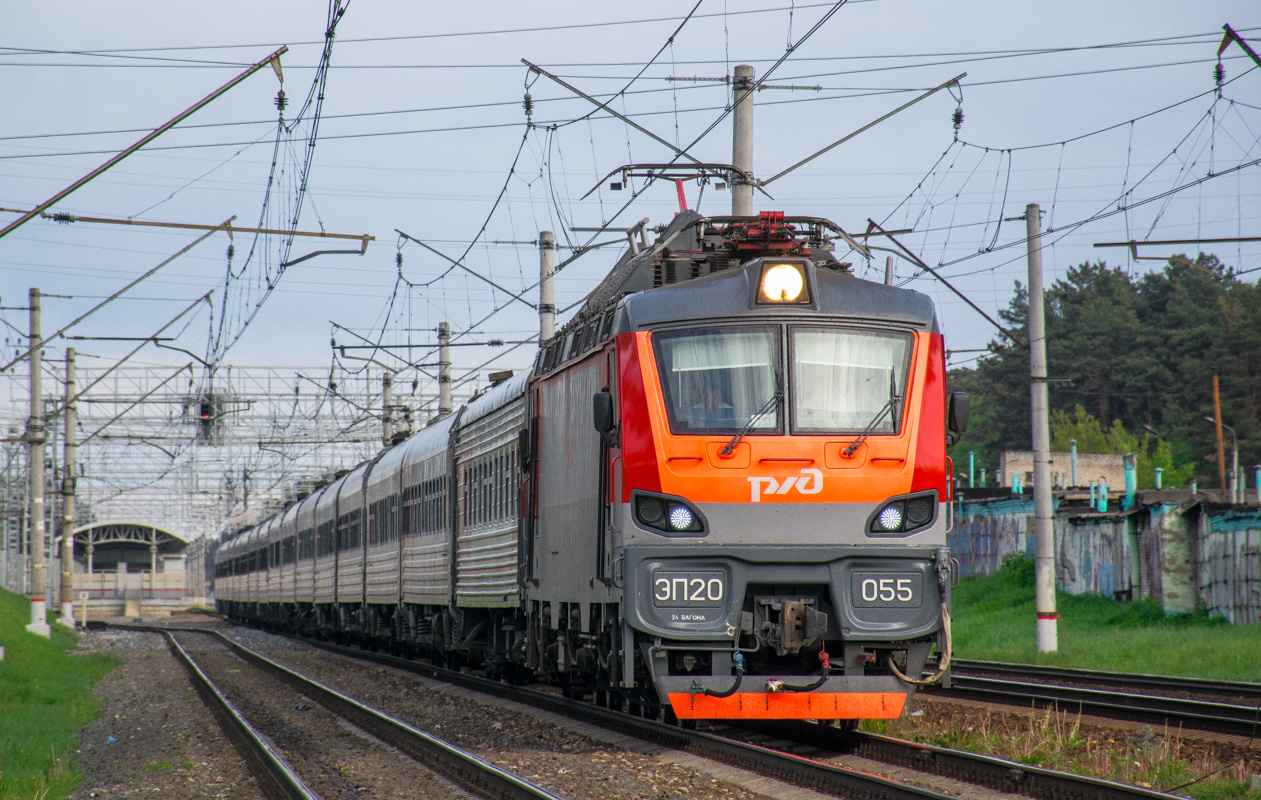
Электровоз ЭП20-055 с модифицированной кабиной машиниста

Всего до конца 2021 года было построено 80 электровозов. С 2022 года после начавшегося вторжения России в Украину и последовавшего за этим массового введения санкций Alstom и другие иностранные компании ушли с российского рынка и прекратили поставки комплектующих для ЭП20, в связи с чем производство электровозов данной модели было полностью прекращено. В перспективе Трансмашхолдинг на основе конструкции ЭП20 планирует разработать и начать производство электровоза ЭП40  с полностью российским электрооборудованием.
Данные по выпуску электровозов ЭП20 по годам приведены в таблице:
| Год выпуска | Количество | Номера    |
| 2011        | 1          | 001       |
| 2012        | 7          | 002 — 008 |
| 2013        | 30         | 009 — 038 |
| 2014        | 10         | 039 — 048 |
| 2015        | 4          | 049 — 052 |
| 2016        | 4          | 053 — 056 |
| 2017        | 4          | 057 — 060 |
| 2018        | 6          | 061 — 066 |
| 2019        | 6          | 067 — 072 |
| 2020        | 5          | 073 — 077 |
| 2021        | 3          | 078 — 080 |
| Всего       | 80         | 001 — 080 |

## Общие сведения

### Назначение
Электровоз ЭП20 «Олимп» предназначен для вождения пассажирских поездов на железных дорогах с шириной колеи 1520 мм, электрифицированных как на однофазном переменном токе промышленной частоты 50 Гц с номинальным напряжением 25 кВ, так и на постоянном токе с номинальным напряжением 3 кВ. Электровоз наиболее востребован на маршрутах, где имеются оба вида электрификации, для сокращения времени стоянки на станции смены рода тока и возможности следования без остановки на ней. Электровоз может эксплуатироваться при температурах окружающей среды от −50 °C до +40 °C.
Электровоз является наиболее современной моделью пассажирских электровозов на железных дорогах России и за счёт применения мощных асинхронных тяговых электродвигателей сопоставим по мощности с восьмиосными двухсекционными электровозами с коллекторными двигателями, такими как ЧС7 и ЧС8, и может использоваться для их замены. Он также является первым представителем нового семейства электровозов производства НЭВЗ с асинхронным тяговым приводом, унифицированных по конструкции механической и электрической части и созданного в рамках семейства Alstom Prima. На базе ЭП20 был создан двухсекционный восьмиосный грузовой электровоз переменного тока 2ЭС5, также планировалось создание схожего электровоза постоянного тока 2ЭС4 и двухсистемного 2ЭС20, а также односекционных шестиосных пассажирских ЭП2 и ЭП3 для постоянного и переменного тока. Унификация узлов и систем пассажирских электровозов серий ЭП2 и ЭП3 должна была составить до 85 %, а грузовых электровозов 2ЭС4 и 2ЭС5 — до 70-75 %.
Электровоз выпускался в двух исполнениях, отличающихся передаточным отношением тягового редуктора: для движения с максимальной скоростью 160 км/ч и (электровозы с бортовыми номерами 002—018, 046—048 и 077) 200 км/ч. Электровоз ЭП20 в исполнении на 160 км/ч при движении со своей максимальной скоростью может вести на прямом участке пассажирский поезд из 24 вагонов, а электровоз на 200 км/ч — поезд из 17 вагонов.

### Технические характеристики
Основные характеристики электровозов серии ЭП20:
| Параметр                                | Параметр                                        | Значение                                            | Значение                                            |
| Осевая формула                          | Осевая формула                                  | 20-20-20                                            | 20-20-20                                            |
| Размеры                                 |                                                 |                                                     |                                                     |
| Основные размеры, мм                    | Длина по осям автосцепок                        | 22 550                                              | 22 550                                              |
| Основные размеры, мм                    | Ширина кузова                                   | 3100                                                | 3100                                                |
| Основные размеры, мм                    | Высота опущенного токоприёмника от уровня рельс | 5100                                                | 5100                                                |
| Основные размеры, мм                    | Высота оси автосцепок                           | 1060                                                | 1060                                                |
| Размеры ходовой части, мм               | Полная колёсная база                            | 16 430                                              | 16 430                                              |
| Размеры ходовой части, мм               | Шкворневая база                                 | 6765 + 6765                                         | 6765 + 6765                                         |
| Размеры ходовой части, мм               | Колёсная база тележек                           | 2900                                                | 2900                                                |
| Размеры ходовой части, мм               | Диаметр новых колёс                             | 1250                                                | 1250                                                |
| Размеры ходовой части, мм               | Ширина колеи                                    | 1520                                                | 1520                                                |
| Размеры ходовой части, мм               | Минимальный радиус проходимых кривых            | 125*103                                             | 125*103                                             |
| Весовые показатели                      |                                                 |                                                     |                                                     |
| Рабочая масса, т                        | Рабочая масса, т                                | 129                                                 | 129                                                 |
| Нагрузка от оси на рельсы, тс           | Нагрузка от оси на рельсы, тс                   | 21,5                                                | 21,5                                                |
| Тягово-энергетические характеристики    |                                                 |                                                     |                                                     |
| Тип электровоза                         | Тип электровоза                                 | обычный                                             | скоростной                                          |
| Род тока и напряжение                   | Род тока и напряжение                           | 25 кВ, 50 Гц переменного тока 3 кВ постоянного тока | 25 кВ, 50 Гц переменного тока 3 кВ постоянного тока |
| Передаточное отношение редуктора        | Передаточное отношение редуктора                | 93:18 = 5,167                                       | 89:22 = 4,055                                       |
| Мощность тяговых электродвигателей, кВт | в часовом режиме                                | 6 × 1200 = 7200                                     | 6 × 1200 = 7200                                     |
| Мощность тяговых электродвигателей, кВт | в длительном режиме                             | 6 × 1100 = 6600                                     | 6 × 1100 = 6600                                     |
| Сила тяги, тс                           | при трогании с места                            | 45,89                                               | 35,69                                               |
| Сила тяги, тс                           | в часовом режиме                                | 33,1                                                | 25,4                                                |
| Сила тяги, тс                           | в длительном режиме                             | 30,6                                                | 23,4                                                |
| Сила тяги, тс                           | при максимальной скорости                       | 15                                                  | 11,73                                               |
| Скорость, км/ч                          | в часовом режиме                                | 78                                                  | 100                                                 |
| Скорость, км/ч                          | в длительном режиме                             | 78                                                  | 100                                                 |
| Скорость, км/ч                          | конструкционная                                 | 160                                                 | 200                                                 |
| Мощность электрического торможения, кВт | рекуперативного                                 | 6 × 1000 = 6000                                     | 6 × 1000 = 6000                                     |
| Мощность электрического торможения, кВт | реостатного при постоянном токе                 | 4500                                                | 4500                                                |
| Мощность электрического торможения, кВт | реостатного при переменном токе                 | 3200                                                | 3200                                                |
| Мощность системы отопления вагонов, кВт | Мощность системы отопления вагонов, кВт         | 1200                                                | 1200                                                |

### Нумерация и маркировка
Электровозы ЭП20 получают с завода трёхзначные номера, присваиваемые по возрастанию в порядке их выпуска, начиная с 001. Обозначение серии и номера наносится в виде объёмных металлических букв на лицевых панелях буферов спереди кабины электровоза, при этом на правом буфере указана его серия (при взгляде на кабину — слева), а на другом — его трёхзначный номер. Номера кабин электровоза указаны на боковых стенах внизу примерно над второй колёсной парой, считая от ближайшей кабины, и нанесены краской белого цвета в виде маленьких цифр 1 или 2.

## Конструкция

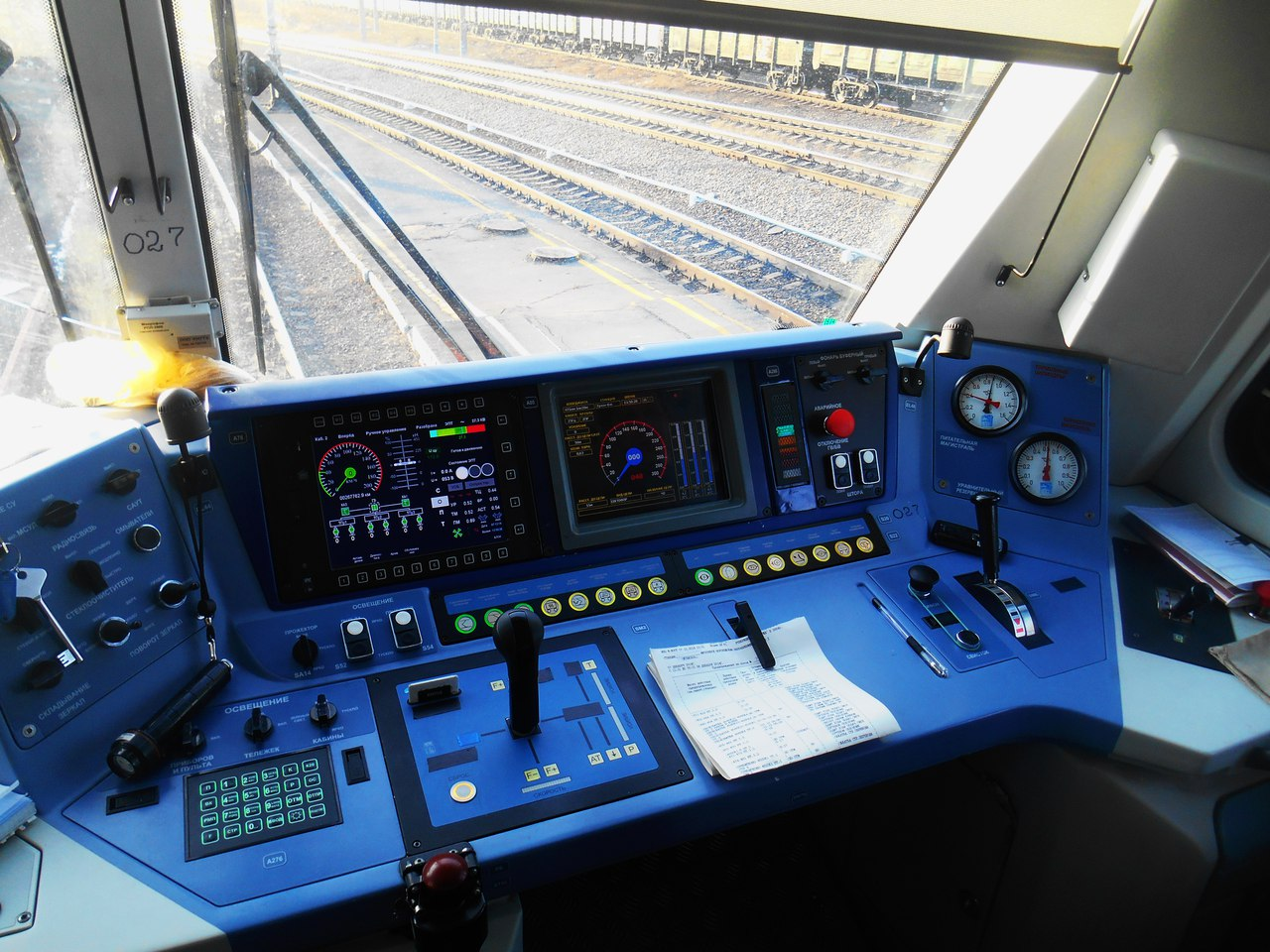
Пульт управления в кабине электровоза ЭП20

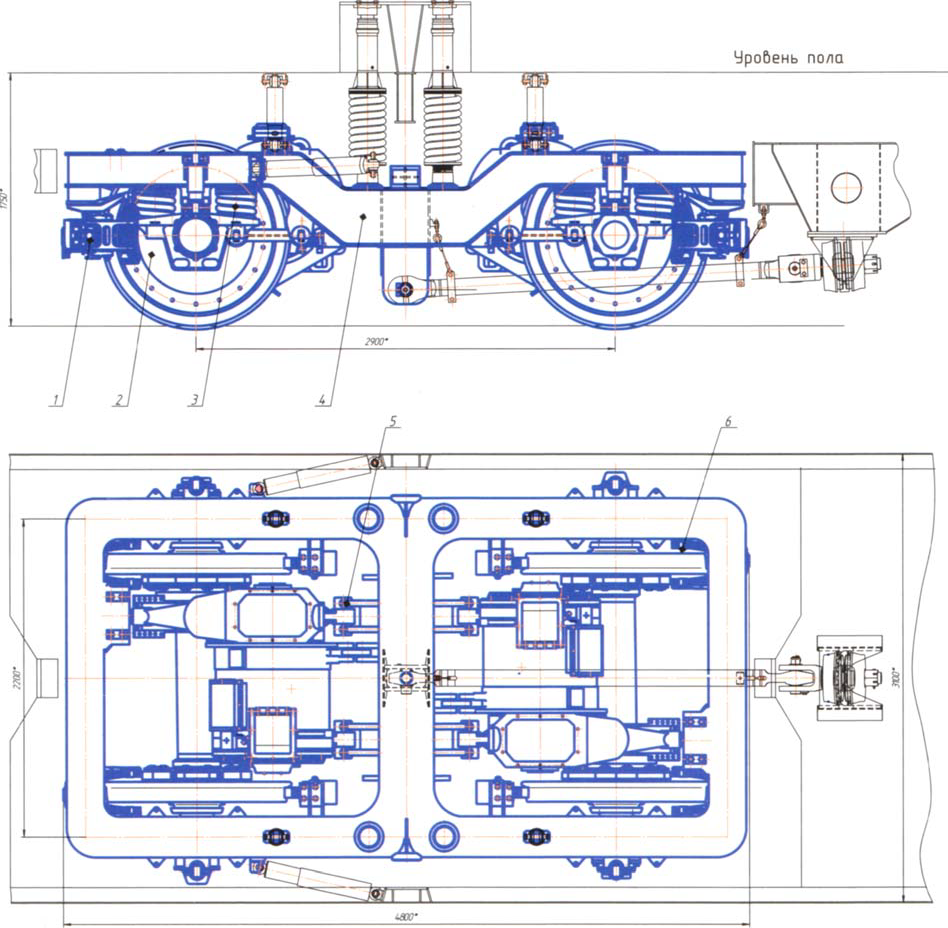
Схема тележки электровоза ЭП20

Электровоз представляет собой спроектированную инженерами Трансмашхолдинга платформу с интегрированными в неё высокотехнологичными разработками российских (тяговые двигатели, микропроцессорная система управления и диагностики, модуль тормозного оборудования, питание цепей управления, ряд вспомогательных машин, кабина управления, автоматическая система пожаротушения), французских (тяговые преобразователи, управление тяговым приводом) и других производителей.

### Конструктивные особенности
- Компоновка оборудования в кузове с центральным проходом.
- Кузов несущей конструкции.
- Экипажная часть электровоза, рассчитанная на максимальную скорость 200 км/ч.
- Асинхронный тяговый электропривод на БТИЗ с индивидуальными инверторами напряжения (поосное регулирование).
- Модульная кабина управления с климат-контролем, соответствующая всем современным санитарным, эргономическим нормам и нормам безопасности (проект и производство с № 001 по № 052 — ООО «МДС — Международное деловое сотрудничество», Украина, Днепропетровск[13]).
- Тяговая передача 3-го класса.
- Безбандажные колёсные пары с ресурсом ободов колёс более 1 млн км.
- Микропроцессорная система управления, диагностики и безопасности движения, включая устройство автоведения.
- Астатический регулятор скорости в режиме тяги и электрического торможения.
- Преобразователь собственных нужд с регулированием производительности и плавным пуском вентиляторов и компрессоров.
- Модульный монтаж пневматических и электрических систем.
- Безмасляные компрессоры с устройствами осушки воздуха.
- Индивидуальные тормозные блоки с автоматическим стояночным тормозом.
- Система вентиляции — индивидуальная с регулированием производительности.
- Аварийные поглотители энергии, обеспечивающие безопасность локомотивной бригады в случае лобового столкновения (разработка и производство с № 001 по № 052 — ООО «МДС — Международное деловое сотрудничество», Украина, Днепропетровск[14]).
- Цифровая система связи, «поездная шина», обеспечивающая возможность соединения локомотива и вагонов, оборудованных этой системой (например, современные модели вагонов ТВЗ), в общий комплекс диагностики.

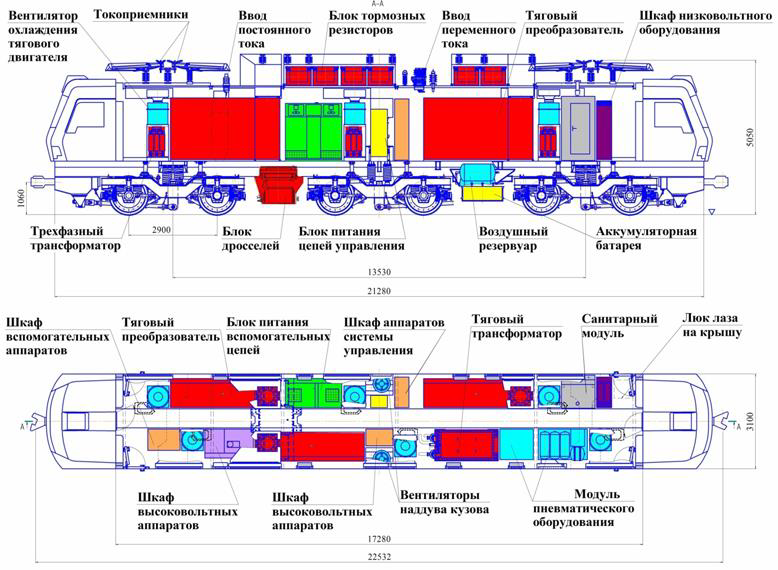
Схема расположения оборудования на электровозе ЭП20

## Эксплуатация

### Испытания

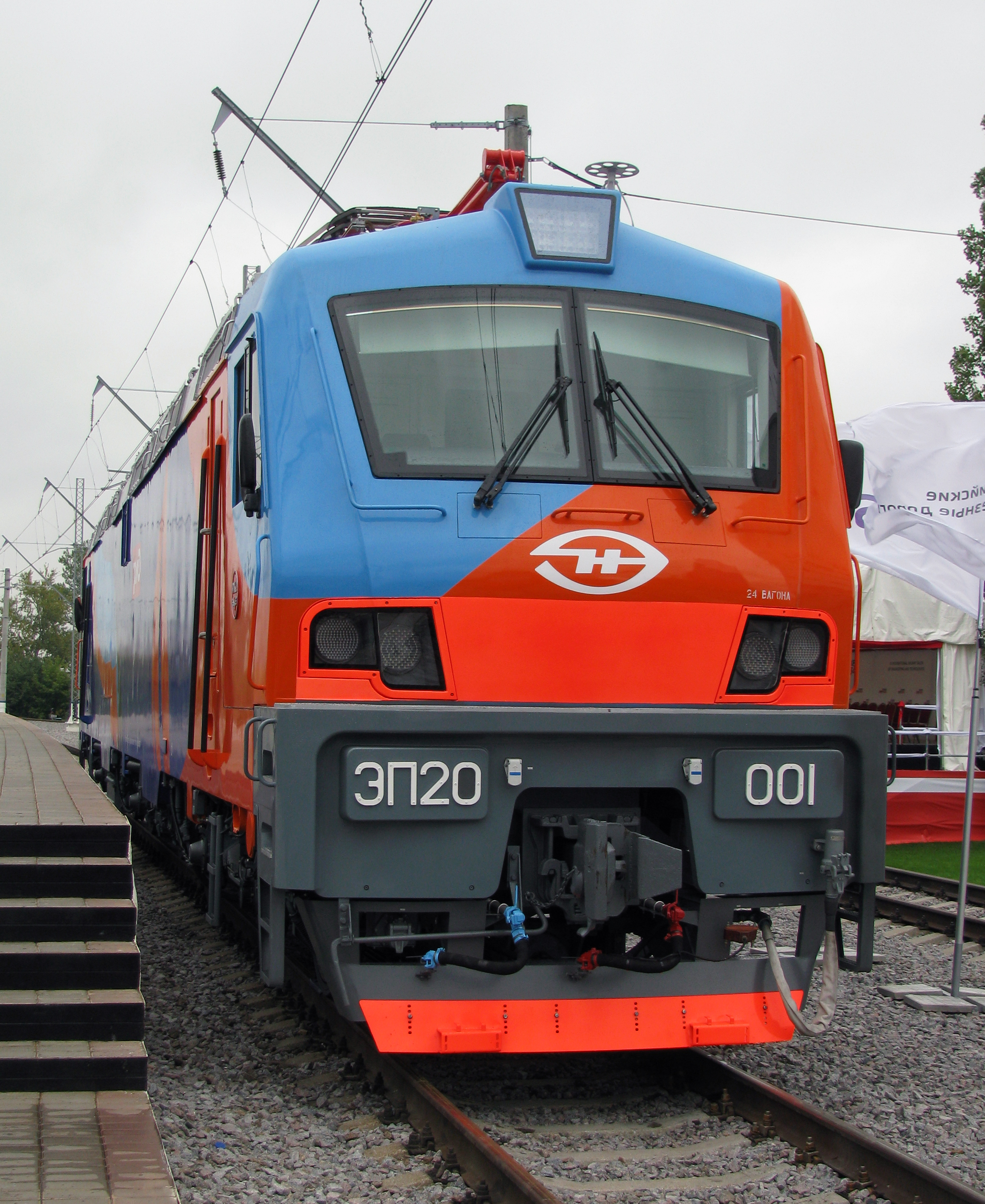
ЭП20-001 в «олимпийской» окраске

Первый электровоз ЭП20-001 проходил экспериментальные поездки на испытательном кольце ВЭлНИИ в Новочеркасске и затем — на кольце ВНИИЖТ в московской Щербинке, где проходил эксплуатационный пробег в 5000 км и также участвовал в параде поездов в сентябре на выставке Экспо 1520. С октября 2011 года по январь 2012 года он проходил испытательный пробег и санитарно-гигиенические испытания на работу климатической системы кабины машиниста в условиях зимнего времени.
С февраля 2012 года начались сертификационные испытания электровоза, включавшие тесты электрооборудования вспомогательных цепей, проверку функций комплексной системы управления и контроля в режиме тяги, тепловые испытания в режимах рекуперативного и реостатного торможения, проверку системы диагностики ответственного оборудования, испытания на экологическую безопасность, оценку пожарной и взрывобезопасности. Электровоз прошёл тягово-энергетические испытания на полигоне в Щербинке и радиальных направлениях МЖД со скоростями до 120 км/ч, а затем отправился на участок Белореченская — Майкоп с двухсистемной электрификацией для прохождения испытаний со скоростями до 160 км/ч в обоих режимах питания. Однако в конце мая электровоз попал в аварию, сойдя с рельс, и испытания были остановлены, а электровоз отправлен на ремонт, после которого вернулся в июле 2012 года на кольцо ВЭлНИИ для завершения испытаний.
Второй опытный электровоз ЭП20-002 скоростного исполнения в марте 2012 года также был отправлен в Щербинку для прохождения 5000-километрового пробега, а летом также был отправлен на участок Белореченская — Майкоп, где проходил ходовые испытания при движении со скоростью 140—160 км/ч; одновременно с ними проводились комплексные динамические испытания по воздействию локомотива на путь. После этого электровоз был направлен на Октябрьскую железную дорогу на линию Москва — Санкт-Петербург для ходовых и тягово-энергетических испытаний в скоростном режиме на скоростях порядка 200—220 км/ч, в ходе которых он развил максимальную скорость 230 км/ч. В начале июля электровоз вернулся на скоростной участок в Белореченске для проведения скоростных испытаний на переменном токе, а в конце июля — в Новочеркасск, где вместе с первым электровозом прошёл завершающий этап испытаний.
Осенью 2012 года первый электровоз вернулся для продолжения испытаний на кольцо в Щербинке, где также принял участие в очередном параде поездов, посвящённом 175-летию железных дорог России. Некоторое время на кольце обкатывался и второй электровоз, периодически возвращаемый в Новочеркасск, который вскоре затем начал работу с пассажирскими поездами. Первый электровоз же продолжал испытания на кольце, а также совершил испытательный пробег с вагоном-лабораторией из Москвы в Минск и по Белорусской железной дороге.
В дальнейшем электровозы ЭП20 разных номеров участвовали в испытаниях пассажирских составов на кольце ВНИИЖТ и на радиальных направлениях МЖД, а также в парадах поездов на выставке Экспо 1520 в 2013, 2015 и 2017 годах.

### Пассажирская эксплуатация
Электровоз ЭП20-002 был торжественно передан ОАО «РЖД» 30 ноября 2012 года. С 14 декабря 2012 года он начал осуществлять пассажирские перевозки на линии Москва — Санкт-Петербург с поездом Невский экспресс, где эксплуатировался до середины 2013 года перед передачей на Рязанское направление МЖД. С января 2013 года серийные электровозы ЭП20 начиная с номера 003 поступили в депо Москва-Сортировочная-Рязанская и начали работать на Рязанском направлении МЖД на маршрутах Москва-Пассажирская-Казанская — Воронеж-I (поезд № 45/46) и Москва-Пассажирская-Казанская — Ряжск I (поезд № 131/132 Москва — Орск), а чуть позже и Москва — Адлер. Вскоре к ним присоединились электровозы 001 и 002. Впоследствии сеть обслуживаемых маршрутов была значительно расширена. С 2018 года все ЭП20 были переведены в депо Ожерелье-Сортировочное (ТЧЭ-33). В августе 2019 года было принято решение о ликвидации СЛД Москва-Сортировочная-Рязанская. В октябре 2019 года началась обкатка локомотивных бригад депо Ожерелье-Сортировочное на участках Москва-Павелецкая — Грязи-Воронежские, Москва-Павелецкая — Мичуринск-Уральский и Москва-Павелецкая — Воронеж-1.
С 26 августа 2020 года скорость следования ЭП20 была снижена с 200 до 180 км/ч по техническим причинам, что привело к невозможности дальнейшего применения ЭП20 с поездом Москва — Санкт-Петербург №747/748 «Невский экспресс», график движения которого рассчитан под 200 км/ч. Впоследствии применение ЭП20 с этим поездом было возобновлено.

### Происшествия
- 27 мая 2012 года электровоз ЭП20-001 в составе испытательного поезда сошёл с рельс во время предварительных и сертификационных испытаний на перегоне Ханская — Белореченская в составе однопутного электрифицированного участка Майкоп — Белореченская, где возможна подача обоих родов тока. Электровоз следовал со скоростью 151 км/ч в хвосте поезда совместно с вагоном лабораторией и электровозом ЭП10-008, при применении электрического тормоза машинистом произошёл разбор схемы, повторная попытка сбора схемы рекуперации эффекта не дала, на ЭП10-008 электрическая схема торможения также не собралась. При скорости 120 км/ч за 1000 метров до сигнала машинист применил экстренное торможение, а при скорости 45 км/ч через 958 м произошло столкновение с тупиковой призмой[21]. Позднее машина была восстановлена в ходе заводского ремонта.
- 9 февраля 2013 года в 4:05 на перегоне Ряжск-1 — Кораблино двухпутного электрифицированного участка Ряжск — Рязань допущена вынужденная остановка электровоза ЭП20-004 с поездом № 131 Орск — Москва. Компьютер электровоза заблокировал подъём токоприёмников. В помощь отправлены 2ТЭ10У-150 и 2ТЭ10У-162. В течение двух часов всё было восстановлено, но электровоз ЭП20-004 поехал с тепловозом на проверку системы.
- 15 мая 2015 года на станции Кисловодск электровоз ЭП20-039 по вине локомотивной бригады на небольшой скорости протаранил тупиковый упор, машина получила незначительные повреждения и вскоре была восстановлена.
- 20 мая 2017 года в 2:30 на перегоне Славное — Толочин Белорусской железной дороги по вине нетрезвого пастуха бесконтрольно пасущееся стадо коров вышло на железнодорожные пути, и не менее пяти из них были сбиты насмерть электровозом ЭП20-036 с фирменным поездом № 30 Янтарь сообщением Калининград — Москва. В результате электровоз получил незначительные повреждения, а инцидент вызвал задержку в графике движения семи поездов. Так, поезд № 30 прибыл в Москву с опозданием на 4 часа[22]
- 22 августа 2020 года произошла внеграфиковая остановка поезда Стриж сообщением Самара — Санкт-Петербург с электровозом ЭП20-047 из-за отрыва гидродемпфера у его средней тележки и последовавшего за этим нарушения плавности хода. В ходе осмотра экипажной части локомотива были выявлены различные повреждения механического оборудования. По результатам данного происшествия с 26 августа 2020 года скорость следования ЭП20 была снижена с 200 до 180 км/ч.[23]
- 4 февраля 2022 года в 00:45 на перегоне «Высочино — Васильево-Петровская», электровоз ЭП20-025 в составе поезда «Москва — Симферополь», столкнулся с грузовиком, выехавшим на переезд, при запрещающем показании светофора. Восстановлен с заменой кузова в 2023 году.[8].

## Примечания

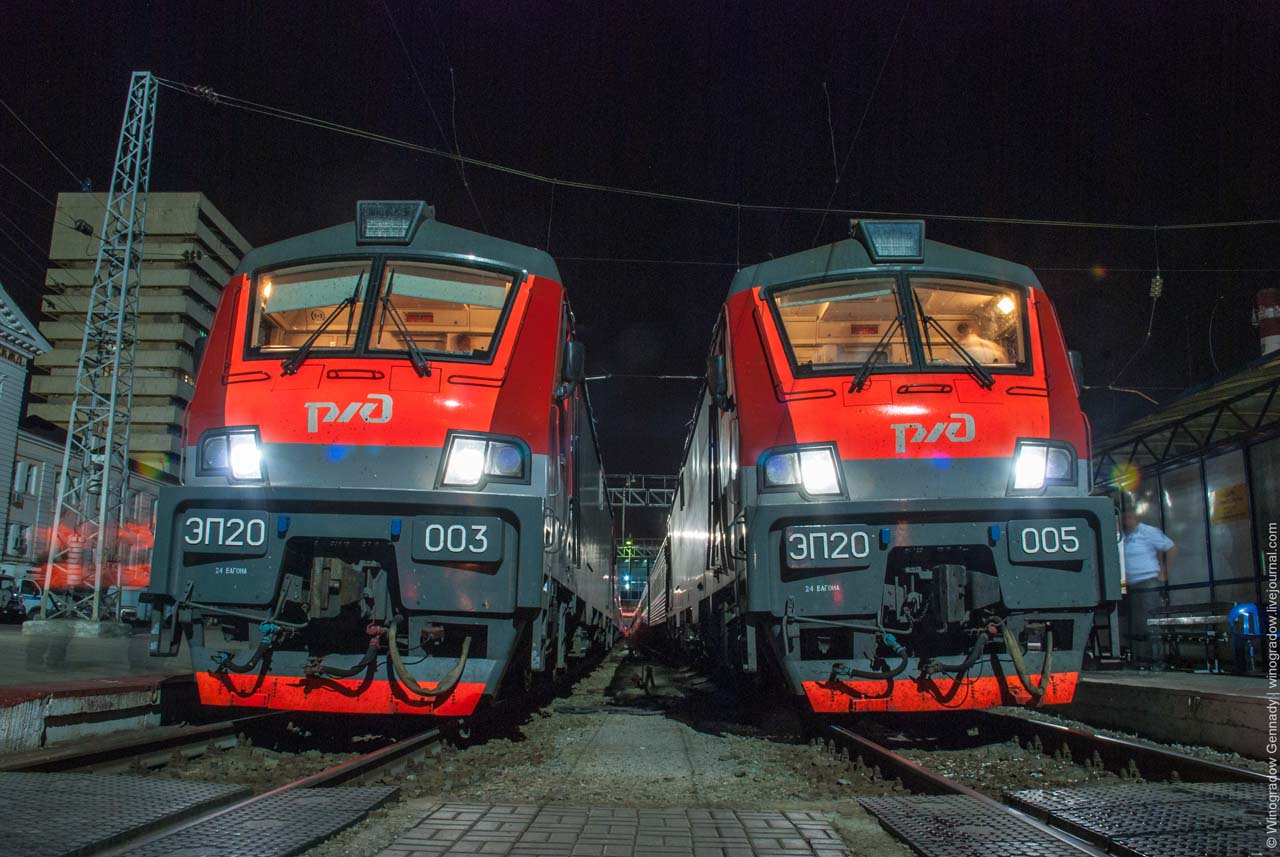
ЭП20-003 и ЭП20-005 на станции Ростов-главный

### Комментарии
1. ↑  Тем не менее, на электровозе 001 первое время присутствовали таблички, обозначавшие конструкционную скорость в 200 км/ч, но в 2012 году установлены таблички с обозначением скорости в 160 км/ч Архивная копия от 10 июля 2020 на Wayback Machine
2. ↑  Не следует путать с электровозами 2ЭС5К и 2ЭС5С
3. ↑  Не следует путать с электровозами 2ЭС4К
4. ↑  Не следует путать с электровозами ЭП2К, электропоездами ЭП2Д и ЭП2Тв
5. ↑  Не следует путать с электропоездами ЭП3Д
6. ↑  Ранее